# Llagostera
Llagostera ist eine Gemeinde im Nordosten Spaniens.

## Geographie

### Nachbargemeinden
Nachbargemeinden sind Santa Cristina d’Aro, Caldes de Malavella, Tossa de Mar und Cassà de la Selva. Über eine schmale Bergstraße durch das Küstengebirge Massís de l’Ardenya ist die Ermita de Sant Grau angebunden.

## Kultur
Das Stadtfest zu Ehren des Schutzpatrons Sant Feliu wird am 1. August gefeiert.
Siehe auch die Liste der Kulturdenkmäler in Llagostera.

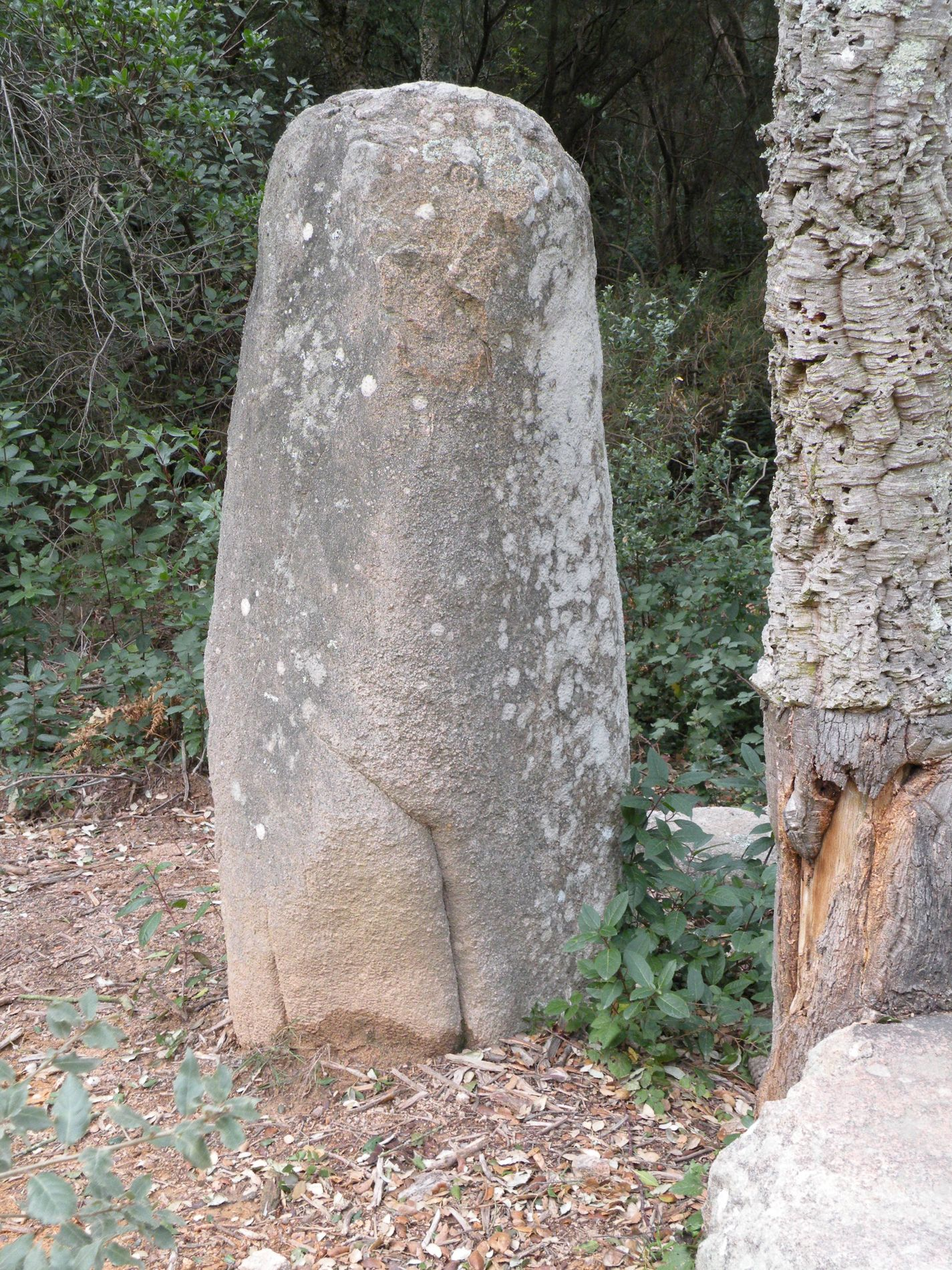
Menhir d'en Llach im Ort

### Museen
- El Museu del Dolmen
- El Museu Etnològic
- El Museu Emili Vilà